# Maria Selebam de Cattani

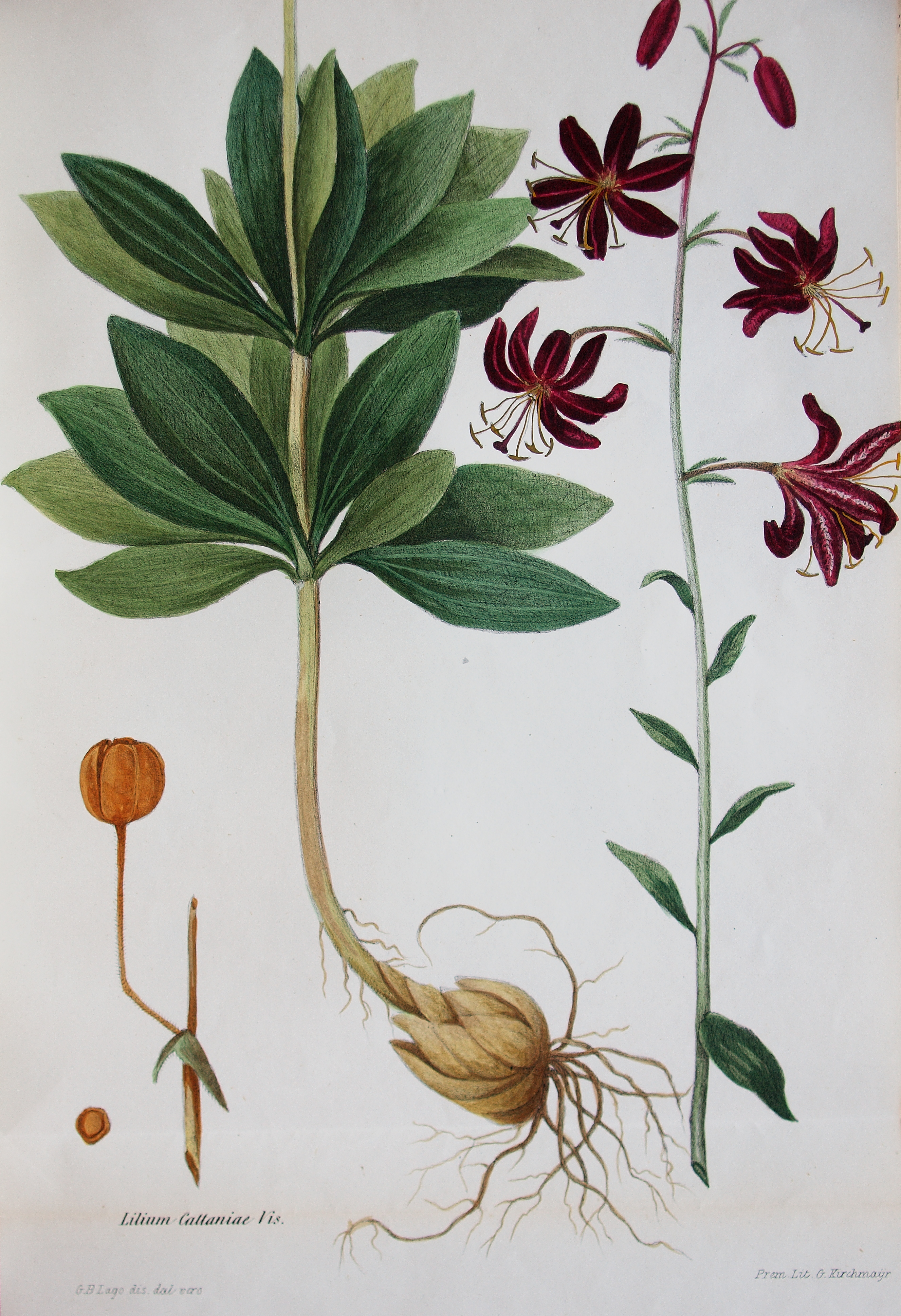
Lilium cattaniae Visiani, Roberto Visiani Supplementum Flora Dalmatica, Tafel 3, 1872, Lithographie G. Kirchmaijr

Maria Selebam de Cattani (* 29. Mai 1791 in Split; † 17. Januar 1870 ebenda) war eine italienische Naturforscherin.

## Leben
Selebam de Cattani wurde in Split geboren und lebt auch dort. Sie entwickelte insbesondere ein Interesse für die Flora der Umgebung Splits im mittleren Dalmatien. Obwohl sie wahrscheinlich keine eigene Arbeit veröffentlichte, hat sie mit zahlreichen Botanikern Korrespondenz unterhalten, insbesondere Roberto de Visiani und Mutius von Tommasini.
Ihr zu Ehren wurde das Epitheton der von ihr entdeckten Cattani-Lilie (Lilium cattaniae (Vis.) Vis.)vergeben. Durch Versand der von ihr im Mosor-Gebirge und Velebit gesammelten Lilien nach Padua und Triest wurde die spezifische Varietät des Türkenbundes bald in ganz Europa bekannt.

## Familie
Maria war die Tochter von Niccolo Selebam, einen Schweizer Mathematiker und Naturforscher. Ihre Mutter Maria stammte von der Insel Imola. Maria interessierte sich früh für Botanik, so erhielt sie vom Pager Mediziner Cariboni 400 verschiedene Algenarten aus dem gesamten Adriagebiet.